# Camtel Volleyball Championship 2021/2022 (damer)
Camtel Volleyball Championship 2021/2022 vanns av regerande mästarna Bafia Evolution som därigenom blev kamerunska mästare i volleyboll för damer för sjunde gången. Laget slog Forces Armées et Police VB i finalen den 5 juni med 3-2 (18-25, 25-22, 20-25, 28-26, 15-8). Bediang Mpon Rodrigue utsågs till mest värdefulla spelare. Nyong-et-Kéllé VB kom trea.